# Новопетрівська сільська рада (Новоодеський район)
Новопетрі́вська сільська́ ра́да — колишній орган місцевого самоврядування в Новоодеському районі Миколаївської області. Адміністративний центр — село Новопетрівське.

## Загальні відомості
- Населення ради: 2 527 осіб (станом на 2001 рік)

## Населені пункти
Сільській раді підпорядковані населені пункти:
- с. Новопетрівське
- с. Зайве

## Склад ради
Рада складається з 20 депутатів та голови.
- Голова ради: Ревта Ніна Степанівна
- Секретар ради: Ситовська Ольга Вікторівна

### Керівний склад попередніх скликань
| Прізвище, ім'я, по батькові | Основні відомості                                                         | Дата обрання | Дата звільнення |
| --------------------------- | ------------------------------------------------------------------------- | ------------ | --------------- |
| Ревта Ніна Степанівна       | Сільський голова, 1959 року народження, освіта вища, член Народної партії | 26.03.2006   | 31.10.2010      |
| Ревта Ніна Степанівна       | Сільський голова, 1959 року народження, освіта вища, член Партії регіонів | 31.10.2010   |                 |

Примітка: таблиця складена за даними сайту Верховної Ради України

## Населення
Згідно з переписом УРСР 1989 року чисельність наявного населення села становила 2600 осіб, з яких 1184 чоловіки та 1416 жінок.
За переписом населення України 2001 року в селі мешкало 2516 осіб.

### Мова
Розподіл населення за рідною мовою за даними перепису 2001 року:
| Мова       | Відсоток |
| ---------- | -------- |
| українська | 91,73 %  |
| російська  | 6,65 %   |
| вірменська | 0,55 %   |
| молдовська | 0,40 %   |
| болгарська | 0,16 %   |
| білоруська | 0,08 %   |
| гагаузька  | 0,08 %   |
| інші       | 0,35 %   |